# Nikola Spiridonow

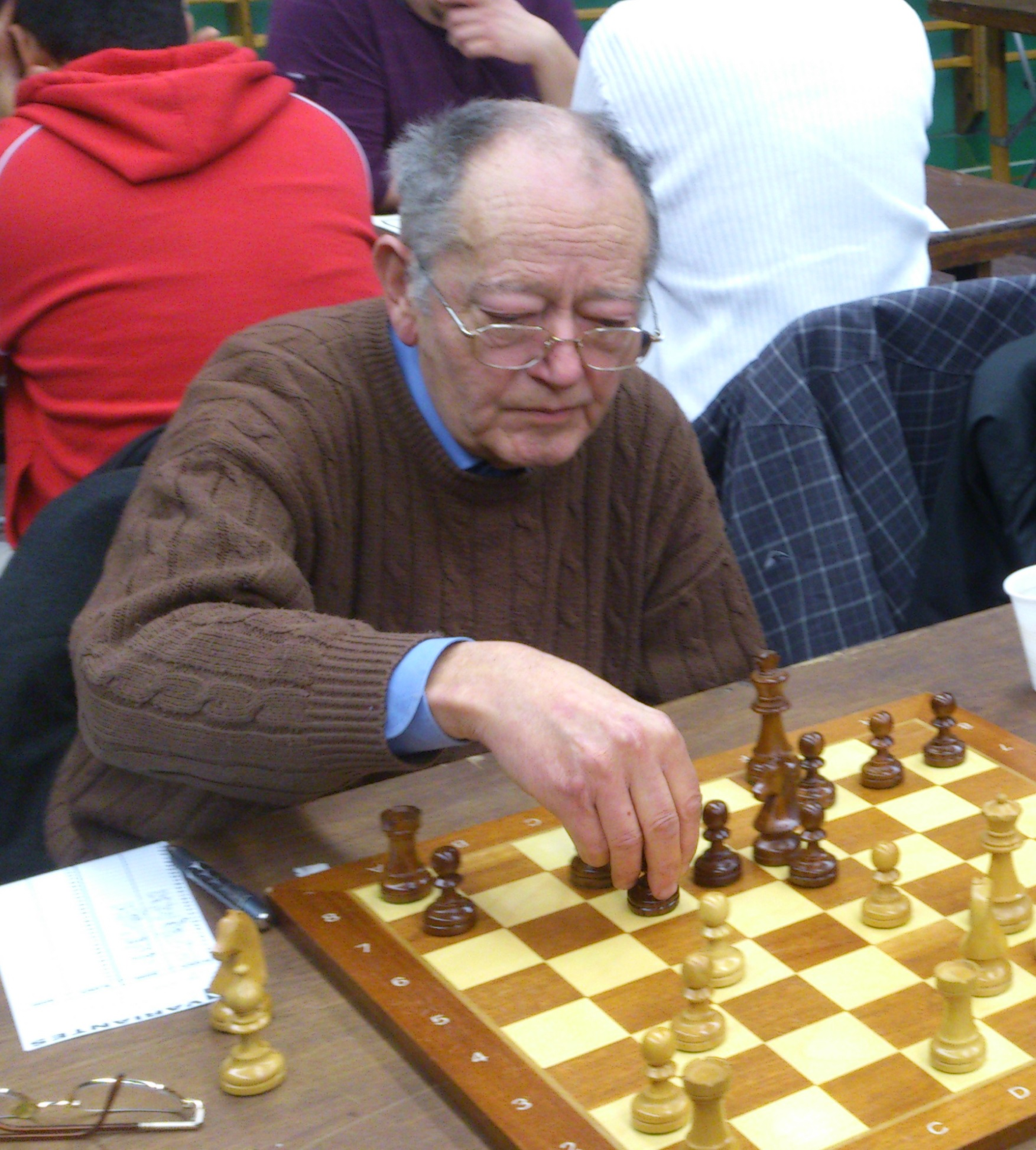
Nikola Spiridonow

Nikola Spiridonow (bulgarisch Никола Йовински Спиридонов, beim Weltschachbund FIDE Nikola Spiridonov; * 28. Februar 1938 in Plewen; † 13. März 2021) war ein bulgarischer Schachspieler und -trainer.
Die bulgarische Einzelmeisterschaft konnte er 1969 in Plowdiw gewinnen. Er spielte für Bulgarien bei der Schacholympiade 1964 in Tel Aviv. Außerdem nahm er dreimal an den europäischen Mannschaftsmeisterschaften (1970, 1980 und 1983) teil.
In Frankreich spielte er unter anderem für den Paris Chess Club. Er trainierte in Frankreich unter anderem Maxime Vachier-Lagrave, Étienne Bacrot, Sébastien Mazé und Jules Moussard. Er war im Paris Chess Club auch Trainer.
Im Jahre 1970 wurde ihm der Titel Internationaler Meister (IM) verliehen, 1979 der Titel Großmeister (GM). Seine höchste Elo-Zahl war 2490 im Januar 1976.

## Wichtige Erfolge
Zu seinen besten Ergebnissen zählen unter anderem:
- 1—2. Polanica-Zdrój 1974 (das Rubinstein-Gedenkturnier)
- 1—3. Warna 1974
- 1—2. Warna 1977
- 1. Breslau 1980

| Hier fehlt eine Grafik, die leider im Moment aus technischen Gründen nicht angezeigt werden kann. Wir arbeiten daran! |